# Chūkaman

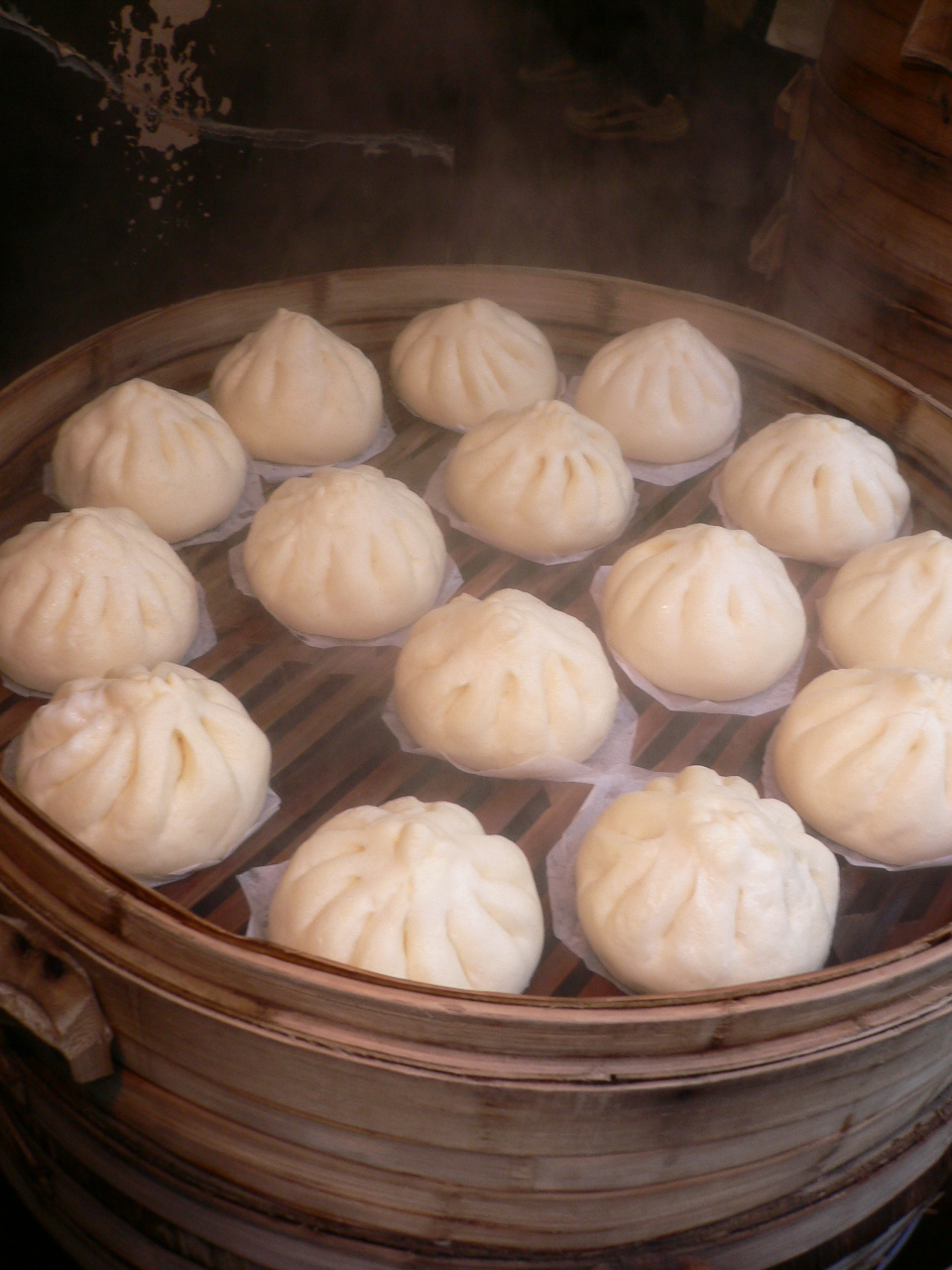
Nikuman im Dampfgarkorb, Japan

Chūkaman (jap. 中華まん, dt. etwa „chinesische Manjū“) sind gedämpfte Teigtaschen der japanischen Küche mit chinesischem Ursprung (Baozi).
Einige Arten sind:
- Nikuman (肉まん, „Fleisch-Manjū“) bzw. Butaman (豚まん, „Schweine-Manjū“) mit Schweinefleischfüllung
- Anman (あんまん, „Anko-Manjū“) mit einer Füllung aus Adzukibohnen,
- Pizaman (ピザまん, „Pizza-Manjū“) mit Pizza-Füllung (z. B. Schweinefleisch, Tomatensoße, Käse)
- Karēman (カレーまん, „Curry-Manjū“) mit japanischer Curryfüllung (karē)